# Марија Скобцова
Марија Скобцова (рус. Мария Скобцова) је била руска православна монахиња, песникиња и чланица Француског покрета отпора. У Православној цркви се слави као светитељка и мученица.

## Рођење и младост
Рођена је 1891. године у Риги (данас у Летонији, тада делу Руског царства) у аристократској породици као Јелизавета Пиленко . Као тинејџерка остала је без оца. Током тих година постала је атеисткиња. Године 1906 њена преселила се са мајком у Санкт Петербург, где се укључила у радикалне интелектуалне кругове. Склопила је брак 1910. године са бољшевиком Дмитриј Кузмином-Каравајевим. Током свог брака кретала се у песничким круговима и активно се бавила писањем поезије. Од свог мужа се развела 1913. године. Са ћерком се преселила на југ Русије, где је њена религиозност порасла.

## Револуција у Русији
Била је незадовољна одлуком Лава Троцког да угласи Социјалистичку – револуционарну партију и планирала је атентат на њега. Од те одлуке су је одговориле њене колеге, које су је послале у град Анапу на југу Русије. Године 1918 након бољшевичке револуције изабрана је за градоначелницу Анапе. Када су белоармијске трупе освојиле Анапу била је изведена на пред суд због припадања бољшевицима. Међутим, судија је био Данијел Скобцов, њен бивши учитељ и била је ослобођена. Убрзо након суђења њих двоје су се заљубили и склопили брак.

## Егзил
Политичка ситуација је почела поново да се закувава. Да би избегли опасност, Јелисавета, Данијел, Гајана и Јелисаветина мајка Софија су напустиле земљу. Прво су се преселили у Грузију (где је рођен њен син Јуриј) а потом у Југославију (где је рођена њена ћерка Анастасија). На крају су се 1923. године преселили у Париз где су и остали до смрти. У Паризу Јелисавета се у потпуности посветила студијама теологије и социјалном раду. Година 1926. била је трагична за Јелисавету. Те године је умрла њена ћерка Анастасија. Њен брак са Данијелом је окончан. Син Јуриј је прешао да живи код оца, а ћерка Гајана је отишла на школовање на интернат у Белгији. Јелисавета се преселила у центар Париза где је имала могућност да директно ради са онима којима је била неопходна помоћ. Епископ ју је охрабривао да се замонаши, што је она била спремна да прихвати само под условом да не мора да живи у неком изолованом манастиру, одвојена од света. Црквени развод је био одобрен 1932 године. Након тога се замонашила, преузевши име Марија по Светој Марији Египћанки. Њен исповедник је био отац Сергеј Булгаков, чувени руски филозоф. Изнајмила је кућу у центру Париза и претворила је у свој манастир. Манастир је био отворен за избеглице и сиромашне, али је био и центар за интелектуалне и теолошке дискусије. За Марију Скобцову служење сиромашнима и теологија су ишли руку под руку.

## Други светски рат и смрт
Након што је Нацистичка Немачка освојила Француску, Марија Скобцова је отворила врата свог манастира за Јевреје који су бежали од нациста. Тамо им је издавала лажне крштенице и скривала их од нациста. Гестапо је сазнао за њене активности и ухапсио је њу, свештеника Дмитрија и њеног сина Јурија (такође свештеника). Дмитриј и Јуриј су преминули у концентрационом логору Дора, док је је Марија Скобцова на Свету Недељу 1945. добровољно заузела место младе Јеврејке у групи која је била одређена за погубљење.

## Канонизација, одликовања и наслеђе
Свети Синод Константинопољске Патријаршије је 2004. године канонизовао Марију Скобцову као преподобномученицу. Постоји једна православна црква у Кливленду (држава Тенеси, САД) која је посвећена њој. Меморијални центар Јад Вашем убројао ју је 1985. године међу "праведнике међу народима". Указом Председништва Врховног Савета СССР-а постхумно јој је додељен Орден Отаџбинског рата II степена. Једна улица у центру Париза носи њено име.

## Популарна култура
Биографски филм посвећен њој у режији Сергеја Коласова снимљен је 1982. године. Тренутно је у току снимање документарног филма о њој под називом Love to the end. Њена биографија је обрађена и у књизи америчког аутора Ерика Метаксаса 7 woman and the secrets of their success